# ジョゼップ・マリア・フステ
ジョゼップ・マリア・フステ・ブランチ（Josep Maria Fusté Blanch、1941年4月15日 - 2023年4月20日）は、スペイン・カタルーニャ州リンヨラ出身の元同国代表サッカー選手。ポジションはMF。

## 代表経歴
1964年3月11日、UEFA欧州選手権1964予選のアイルランド共和国代表戦にてスペイン代表デビューを果たした。また、スペイン代表として1964 欧州ネイションズカップと1966 FIFAワールドカップの2つのメジャー大会に参加した。

## タイトル

### クラブ
FCバルセロナ
- インターシティーズ・フェアーズカップ : 2回 (1965-66. 1972)
- コパ・デル・レイ : 3回 (1962-63, 1967-68, 1970-71)

### 代表
スペイン代表
- UEFA欧州選手権 : 1回 (1964)